# Hitori

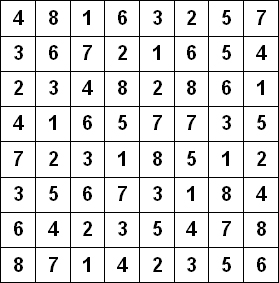
Een Hitori-puzzel.

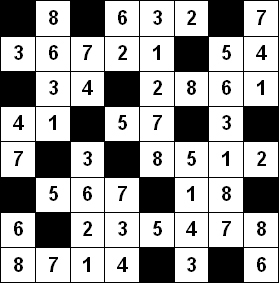
De oplossing van de bovenstaande puzzel.

Hitori is een logische puzzel bedacht door de Japanse puzzeluitgever Nikoli. Het stond geregeld in het puzzelblad Breinbrekers.
De puzzel bestaat uit een rooster van vakjes met in ieder vakje een nummer (1 t/m 9). De bedoeling is nummers weg te strepen, zodanig dat er geen gelijke nummers in een rij of kolom overblijven. Daarbij gelden nog de volgende voorwaarden:
- Er mogen geen twee doorgestreepte nummers horizontaal of verticaal aan elkaar grenzen (diagonaal mag wel).
- De niet-doorgestreepte vakjes moeten één vlak vormen. Dat wil zeggen: ieder niet-doorgestreept vakje is vanuit ieder ander niet-doorgestreept vakje te bereiken zonder over doorgestreepte vakjes te bewegen.